# Скинтеєшть (комуна)
Скинтеєшть, Скинтеєшті (рум. Scânteiești) — комуна у повіті Галац в Румунії. До складу комуни входять такі села (дані про населення за 2002 рік):
- Скинтеєшть (1046 осіб)
- Финтинеле (1692 особи)

Комуна розташована на відстані 203 км на північний схід від Бухареста, 27 км на північ від Галаца.

## Населення
За даними перепису населення 2002 року у комуні проживали 2738 осіб. Усі жителі комуни рідною мовою назвали румунську.
Національний склад населення комуни:
| Національність | Кількість осіб | Відсоток |
| -------------- | -------------- | -------- |
| румуни         | 2737           | > 99,9%  |
| цигани         | 1              | < 0,1%   |

Склад населення комуни за віросповіданням:
| Релігія       | Кількість осіб | Відсоток |
| ------------- | -------------- | -------- |
| православні   | 2728           | 99,6%    |
| п'ятдесятники | 7              | 0,3%     |